# Kobl (Wasserburg am Inn)
Der Weiler Kobl ist ein Gemeindeteil der im oberbayerischen Landkreis Rosenheim gelegenen Stadt Wasserburg am Inn.

## Geografie
Kobl befindet sich etwa zwei Kilometer westnordwestlich von Wasserburg auf einer Höhe von 488 m ü. NHN.

## Geschichte
Der im 19. Jahrhundert entstandene Ort wurde zu einem Bestandteil der Landgemeinde Attel. Diese war mit den Verwaltungsreformen zu Beginn des 19. Jahrhunderts im Königreich Bayern entstanden. Zu ihr gehörten auch die Gemeindeteile Attlerau, Au, Edgarten, Elend, Gabersee, Gern, Heberthal, Kornberg, Kroit, Limburg, Osterwies, Reisach, Reitmehring, Rottmoos, Seewies, Staudham und Viehhausen. Im Zuge der kommunalen Gebietsreform in Bayern  in den 1970er-Jahren wurde Kobl im Jahr 1978 zusammen mit dem größten Teil der Gemeinde Attel in die Stadt Wasserburg eingegliedert. Im Jahr 2012 zählte Kobl 18 Einwohner.

## Verkehr
Die Anbindung an das öffentliche Straßennetz wird durch mehrere Gemeindestraßen hergestellt, die Kobl unter anderem mit der etwa 200 Meter südlich des Ortes vorbeiführenden Bundesstraße 304 verbinden.

## Sendemast
In unmittelbarer Nähe auf dem Koblberg befindet sich ein Mobilfunk- und DAB+ Sender: Radio Charivari Rosenheim auf 100,6 MHz wird vom Sendeturm der Deutsche Telekom aus gesendet. Siehe auch den naheliegenden Fernmeldeturm Schnaitsee.